# 伊九型潜水艦
伊九型潜水艦（いきゅうがたせんすいかん）は、大日本帝国海軍の潜水艦の艦級。巡潜甲型（じゅんせんこうがた）とも。伊号第九潜水艦から伊号第十一潜水艦までの三隻が建造された。1941年から翌年にかけて竣工した。また、改良したものに伊号第十二潜水艦と伊十三型潜水艦がある。通商破壊などの任務に従事し、いずれも太平洋戦争で戦没した。伊号第十一潜水艦はオーストラリア海軍軽巡洋艦「ホバート」を撃破している。

## 概要
無条約時代に突入した1937年（昭和12年）度の③計画により伊七型潜水艦（巡潜3型）の発展型として計画された（計画番号S35Ja）。同時期に乙型、丙型と3種類の巡潜型潜水艦が計画されたがそのうちで潜水戦隊司令部設備を持ち、水上偵察機を搭載した最も大型の巡潜である。先の巡潜3型より更に大型の潜水艦となった。そのため主機は更に高出力のディーゼルが搭載され、計画速力は水上で23.5ノットに達した。航空艤装は先型と同様であるが、設置場所は艦の前方に移された。
本型は③計画で2隻（伊9、伊10）、④計画で1隻（伊11）が建造された。
計画では艦隊決戦において、遠くハワイ近海まで遠征し甲型を司令潜水艦として集団運用で敵艦隊を襲撃する予定であった。しかし太平洋戦争では潜水艦を集団運用する艦隊決戦は起きず、各潜水艦は個々に活躍した。大戦初期にはその航続力と搭載機を利用して各地の偵察任務に従事、また伊10はインド洋の通商破壊戦に参加し商船7隻を撃沈している。ガダルカナル島での戦い以降は輸送任務に当たることが多くなり、1943年（昭和18年）に伊9が、1944年（昭和19年）に入り残りの2隻も撃沈された。
伊10は撃沈隻数の順位で日本潜水艦第1位(14隻)にランクインしており、撃沈トン数の順位でも日本潜水艦第1位(81,553トン)にランクインしている。
1942年（昭和17年）のマル追計画では更に2隻の建造を計画したが戦時急造のための低出力の主機が搭載され伊号第十二潜水艦として完成。残りの1隻も同様の計画だったが建造中に晴嵐2機を積むように変更され伊号第十三潜水艦（甲型改2）として完成した。ミッドウェー海戦後の改⑤計画でも6隻の建造が計画されたが起工した3隻は伊13と同様に改装され1隻竣工（伊号第十四潜水艦）、2隻が未成に終わった。残りの3隻は計画のみに終わったが計画番号S48と改められて、航空艤装を艦後部に置く予定だったと言われている。

### 潜水隊
3隻とも潜水隊には編入されなかった。伊9は竣工と同時に第六艦隊第1潜水戦隊付属となり、転属することのないまま戦没。伊10は竣工と同時に第六艦隊第2潜水戦隊に編入され、第六艦隊付属、第8潜水戦隊を経て第六艦隊付属となった後喪失。伊11は竣工と同時に第六艦隊第2潜水戦隊に編入され、1943年（昭和18年）9月15日に第1潜水戦隊付属となった後、1944年（昭和19年）1月11日に行方不明となった。行方不明となった後の1944年（昭和19年）1月15日からは第六艦隊直卒となっている。

## 同型艦
- 伊号第九潜水艦
- 伊号第十潜水艦
- 伊号第十一潜水艦

### 準同型艦
- 伊号第十二潜水艦

### 計画変更艦
- 伊十三型潜水艦 : 伊13 - 伊14 - 伊15（2代、未成） - 伊1（2代、未成）
  - 建造途中で計画を改め晴嵐2機を搭載する。伊四百型潜水艦に準じた艦となった
- 仮称艦名第5094号艦から同第5096号艦
  - 計画番号S48として改⑤計画で計画されたが1943年（昭和18年）7月に建造取り止め